# アラン・ギルツェーン
アラン・ジョン・ギルツェーン（Alan John Gilzean, 1938年10月22日 - 2018年7月8日）は、スコットランド・パース出身のサッカー選手。サッカースコットランド代表。ポジションはFW。

## 経歴
1961-62シーズンにダンディーFCを自身初の得点王の活躍で史上初のリーグ優勝に導いた。翌1962-63シーズンにはUEFAチャンピオンズカップ準決勝進出に貢献。1963-64シーズンにも得点王に輝いた。
1964年12月にトッテナム・ホットスパーFCへと移籍。移籍金は7万2500ポンド。ボビー・スミスの後釜としてジミー・グリーブスと2トップを形成。グリーブスの得点力に比べると、やや影に隠れる存在ではあったが、1968年にマーティン・チバースが加入してからもグリーブスと2トップを組み続けた。
1967年のFAカップ優勝や1971年、1973年のリーグカップ優勝、1972年のUEFAカップ優勝に貢献。グリーブスがウェストハム・ユナイテッドFCに移籍してからはチバースと2トップを組んだ。
1973-74シーズン、UEFAカップ決勝でフェイエノールト・ロッテルダムに敗れた後、トッテナムを退団した。トッテナムではクラブ史上7位となる439試合に出場した。
2018年7月8日に脳腫瘍のため亡くなった。79歳没。

## 家族
息子のイアンもサッカー選手だった。自身と同じくダンディーFCでプレーした。また、トッテナム・ホットスパーFCのユースチーム出身だった。
同じくサッカースコットランド代表選手のスコット・マッケンナは遠戚（いとこの孫）。

## タイトル・表彰
ダンディー
- リーグ:1961-62
- リーグ得点王:1961-62,1963-64

トッテナム
- FAカップ:1966-67
- FAチャリティ・シールド:1967
- リーグカップ:1970-71,1972-73
- UEFAカップ:1971-72

個人
- スコットランドサッカー殿堂:2009